# Листяні ліси Маньчжурської рівнини
Листяні ліси Маньчжурської рівнини (ідентифікатор WWF: PA0430) — палеарктичний екорегіон помірних широколистяних та мішаних лісів, розташований в Маньчжурії, на території Північно-Східного Китаю. 

## Географія
Екорегіон листяних лісів Маньчжурської рівнини простягається від провінції Ляонін і південного сходу Внутрішньої Монголії через провінцію Цзілінь до центральних районів провінції Хейлунцзян. На південному заході він охоплює рівнинну частину Ляодунського півострова, який омивається водами Жовтого моря, та північно-східне узбережжя Бохайської затоки. Далі на північ і північний схід він охоплює території Маньчжурської рівнини, також відомої як Сунляо, по якій протікає річка Ляохе та річка Сунгарі разом з її найбільшою притокою Нуньцзяном. На захід від екорегіону поширені монголо-маньчжурські степи, на південний захід — мішані ліси Лесового плато, а на схід — маньчжурські мішані ліси.

## Клімат
В межах екорегіону переважає вологий континентальний клімат (Dwa за класифікацією кліматів Кеппена), який характеризується спекотним літом та морозною, малосніжною зимою. У січні середня температура становить -15 °C, у липні — 23 °C. Середньорічна кількість опадів коливається від 550 до 700 мм.

## Флора
Первинний рослинний покрив екорегіону був представлений широколистяними лісами, в яких переважали дуби та інші листопадні породи дерев. В долинах річок зустрічалися заплавні луки та інші водно-болотні угіддя. Наразі більшість лісів екорегіону знищені, а на їх місці були створені сільськогосподарські угіддя.
На півдні екорегіону, поблизу узбережжя Бохайської затоки, в широколистяних лісах екорегіону переважають монгольські дуби (Quercus mongolica). На невисоких пагорбах ростуть мішані листопадні ліси, в яких зустрічаються амурські липи (Tilia amurensis), японські берести (Ulmus propinqua), маньчжурські ясени (Fraxinus mandschurica) та різні види кленів (Acer spp.). Подекуди на рівнинах також зустрічаються насадження китайської червоної сосни (Pinus tabuliformis), хоча листяні ліси є більш поширеними. Наразі первинних лісів в басейні Ляохе майже не залишилось. В деяких районах зустрічаються напівдикі зарості, в яких домінуючим видом дерев є найгостріший дуб (Quercus acutissima).
Північніше, в басейні Сунгарі, в листяних лісах домінують монгольські дуби (Quercus mongolica) та даурські берези (Betula dahurica), а в підліску цих лісів зустрічаються двоцвіті леспедеци (Lespedeza bicolor) та різнолиста ліщина (Corylus heterophylla). У більш вологих місцевостях в лісах також зустрічаються клени (Acer spp.) та берези (Betula spp.). У чагарникових заростях та в підліску більш сухих відкритих лісових насаджень ростуть колючі кущі, зокрема даурські троянди (Rosa davurica), даурський жостір (Rhamnus dahuricus) та пірчастий глід (Crataegus pinnatifida).

## Фауна
Серед поширених в екорегіоні ссавців слід відзначити дику свиню (Sus scrofa), азійську сарну (Capreolus pygargus), вовка (Canis lupus), звичайну лисицю (Vulpes vulpes), уссурійського єнота (Nyctereutes procyonoides), бенгальського кота (Prionailurus bengalensis), азійського борсука (Meles leucurus) та амурського їжака (Erinaceus amurensis). У водно-болотних угіддях, зокрема в гирлі Ляохе, що впадає у Ляодунську затоку, зустрічаються рідкісні японські журавлі (Grus japonensis) та китайські мартини (Chroicocephalus saundersi). Мулисті мілини, розташовані на узбережжі Жовтого моря, є важливим місцем для відпочинку перелітних куликів, що використовують їх під час міграцій по Східноазійсько-Австралазійському пролітному шляху.

## Збереження
Оцінка 2017 року показала, що 10 312 км², або 4 % екорегіону, є заповідними територіями. Природоохоронні території включають Національний природний заповідник гирла Ляохе та Природний заповідник Іюлюшань.